# 上海共青国家森林公园
上海共青国家森林公园简称共青森林公园，位于中華人民共和國上海市杨浦区东北部，军工路2000号，东面濒临黄浦江。

## 历史
公园本来是黄浦江边的滩涂沼泽，1956年上海市政府疏浚河道开垦荒地后辟为苗圃。1958年春，中国共产主义青年团中央委员会书记处第一书记胡耀邦親自在此栽植果树，於是得名“共青苗圃”。1986年3月8日，上海市長江澤民來此栽树并题词“绿化上海，造福于民”。当年10月，共青苗圃更名为共青森林公园，正式对外开放；11月22日，已经升任总书记的胡耀邦再次视察公园，亲自栽种白玉兰树并为公园题写园名。1995年，原共青苗圃南部被改造为万竹园对外开放。公园于2006年1月被国家林业局正式批准为国家级森林公园，并定名为“上海共青国家森林公园”。2021年7月1日起，公园免费开放，但仍需扫码预约。公园总占地面积为1965亩，其中对外开放的绿地面积1870.6亩。另设13000平米的婚纱摄影湖区。2022年8月27日，共青森林公園延长开放时间至19:30。

## 设施
上海共青国家森林公园是以森林为主要景观的特色公园，共种植200余种树木，总数达30多万株。公园分为南北两园，北园占地1631亩称为共青森林公园，南园占地239.6亩称为万竹园。南北园风格各异，北园着重森林景色，有丘陵湖泊草地，南园则小桥流水一派南国风光。除观景之外，游人也可在园内骑马，烧烤和垂钓。

### 小火车

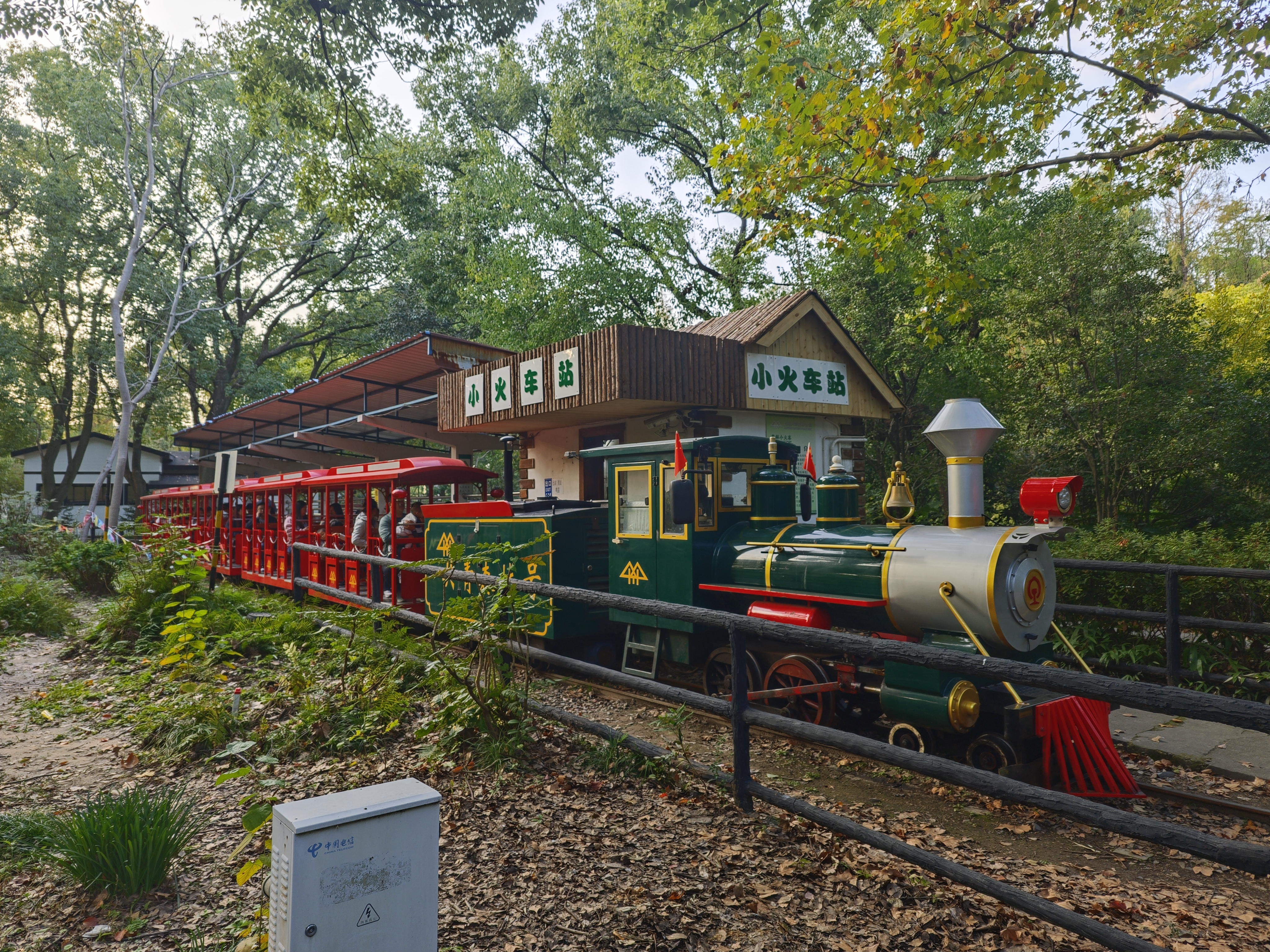
小火车

全长约1公里的单环线，仅有一座车站，乘坐时间约6分钟。设一座小山洞，每日运营结束后列车停放于山洞内。

### 三环过山车

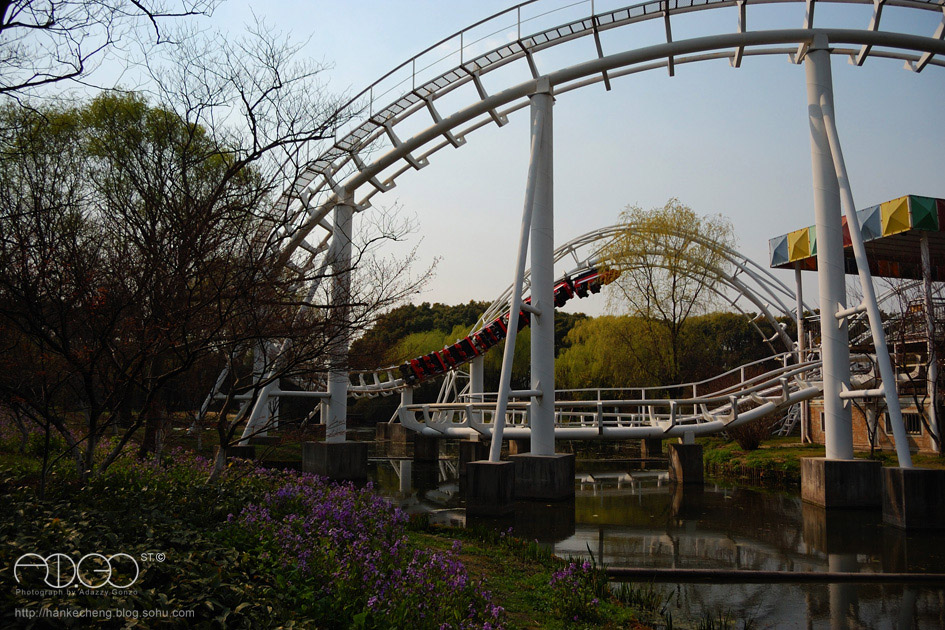
拆除前的过山车

2003年5月建成并投入运营，包含1个立环和2个侧环，轨道总长500米，高30米，运行时最高时速可达75公里。2021年，设备达到使用年限后停运并部分拆除，遗迹被改造为公园绿化。

### 烧烤区
位于公园北部，游客可租用烧烤棚，若烧烤棚满则可用铁炉在野外烧烤。除租用设施及食材费用以外，凡进入烧烤区的游客无论是否进行烧烤均收费1元，园方称之为“管理费”，但部分游客认为缺乏凭证，收费不合理。

## 生态

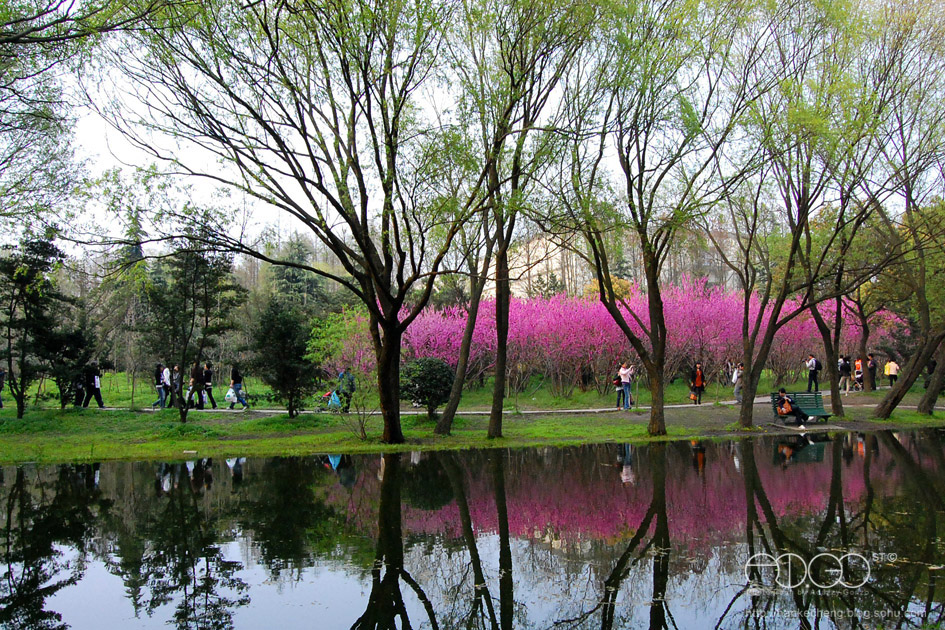
春季的共青森林公园

共青森林公园自2005年开展鸟类调查以来，已记录到百余种鸟类，其中包含凤头鹰、苍鹰、赤腹鹰、普通鵟、红隼和小鸦鹃等重点保护物种。除人工种植的200余种树木以外，2017年在园内还发现了278种药用植物资源。然而，受游园活动产生的垃圾、油污以及垂钓者使用的有机质鱼饵等影响，公园水体的水质一度不佳，部分区域为劣V类水。2016年，采用生态修复方法整治恢复到III类水质。

## 活动
共青森林公园内经常组织各种活动。根据季节变换，园方会组织八仙花展、菊花展、水仙花展等展览，植树节当日则会组织植树体验活动。除此之外，10月左右还会举办啤酒节、观鸟比赛等活动。

## 参观信息

### 开放时间
- 东门、南门、北门、万竹园：每日5:00-18:00。
- 西门：每日5:00-19:30（18:00后仅限西门大草坪区域开放）[6]。

### 交通
- 公交线路：102路、124路、147路、559路
- 地铁线路：8号线、20号线嫩江路站、20号线共青森林公园站
- 公交定制班线

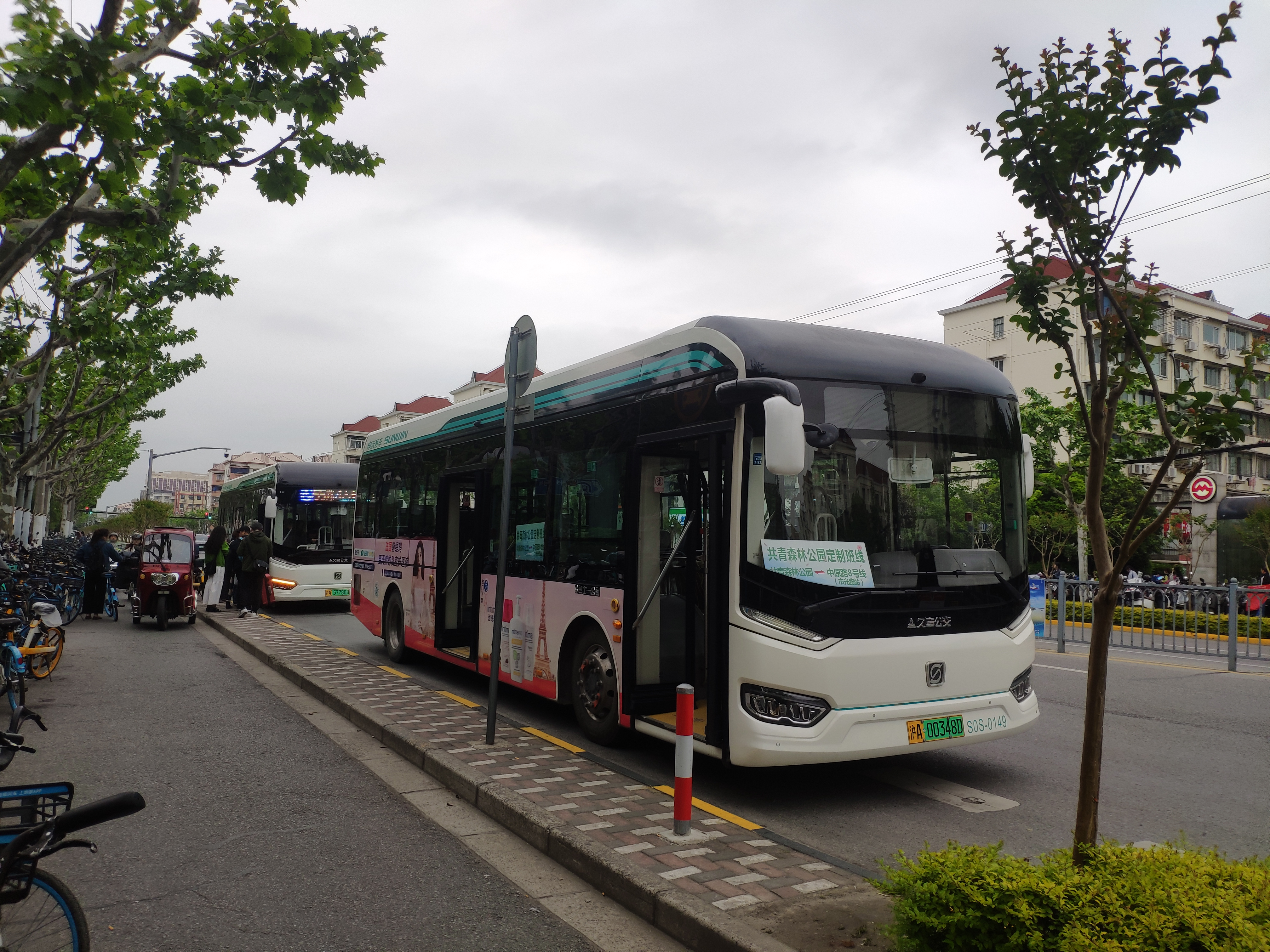
森林公园定制班线，停靠在市光路地铁站4号口（中原路开鲁路公交站）

2024年5月1日，共青森林公园定制班线正式开通，停靠地铁8号线市光路站4号口和市光路人行桥白城路入口处，游客可经过市光路人行桥到达公园西门。定制班线免费乘坐，发车间隔15分钟，仅在每年3~6月、9~12月的双休日和法定节假日的8:00~18:00运营。

## 附近
- 上海理工大学
- 复兴岛